# Bolesława Hodt
Bolesława Hodt, z d. Kołpuć (ur. 1 stycznia 1942) – polska lekkoatletka, specjalizująca się w pchnięciu kulą i rzucie dyskiem, medalistka mistrzostw Polski, reprezentantka kraju.

## Kariera sportowa
Była zawodniczką Gwardii Olsztyn.
Na mistrzostwach Polski seniorek na otwartym stadionie zdobyła pięć medali: srebrny w pchnięciu kulą w 1966, dwa brązowe w pchnięciu kulą (1963, 1967), srebrny w rzucie dyskiem (1968) i brązowy w rzucie dyskiem (1967).
Reprezentowała także Polskę w półfinale Pucharu Europy w lekkoatletyce w 1967, zajmując 4. miejsce w pchnięciu kulą, z wynikiem 13,91.
Rekordy życiowe:
- pchnięcie kulą – 14,79 (01.05.1967)
- rzut dyskiem – 49,56 (30.04.1972)